# Kanton Plouha
Plouha is een kanton van het Franse departement Côtes-d'Armor. Het kanton maakt deel uit van de arrondissementen Saint-Brieuc (16) en Guingamp (1).

## Gemeenten
Het kanton Plouha omvatte tot 2014 de volgende 5 gemeenten:
- Lanleff
- Lanloup
- Pléhédel
- Plouha (hoofdplaats)
- Pludual

Na de herindeling van de kantons bij decreet van 13 februari 2014, met uitwerking op 2 maart 2015, omvat het volgende 17 gemeenten:
- Binic-Étables-sur-Mer
- Le Faouët
- Gommenec'h
- Lannebert
- Lantic
- Lanvollon
- Pléguien
- Plouha
- Plourhan
- Pludual
- Saint-Gilles-les-Bois
- Saint-Quay-Portrieux
- Tréguidel
- Tréméven
- Tressignaux
- Tréveneuc
- Trévérec